# Fumie

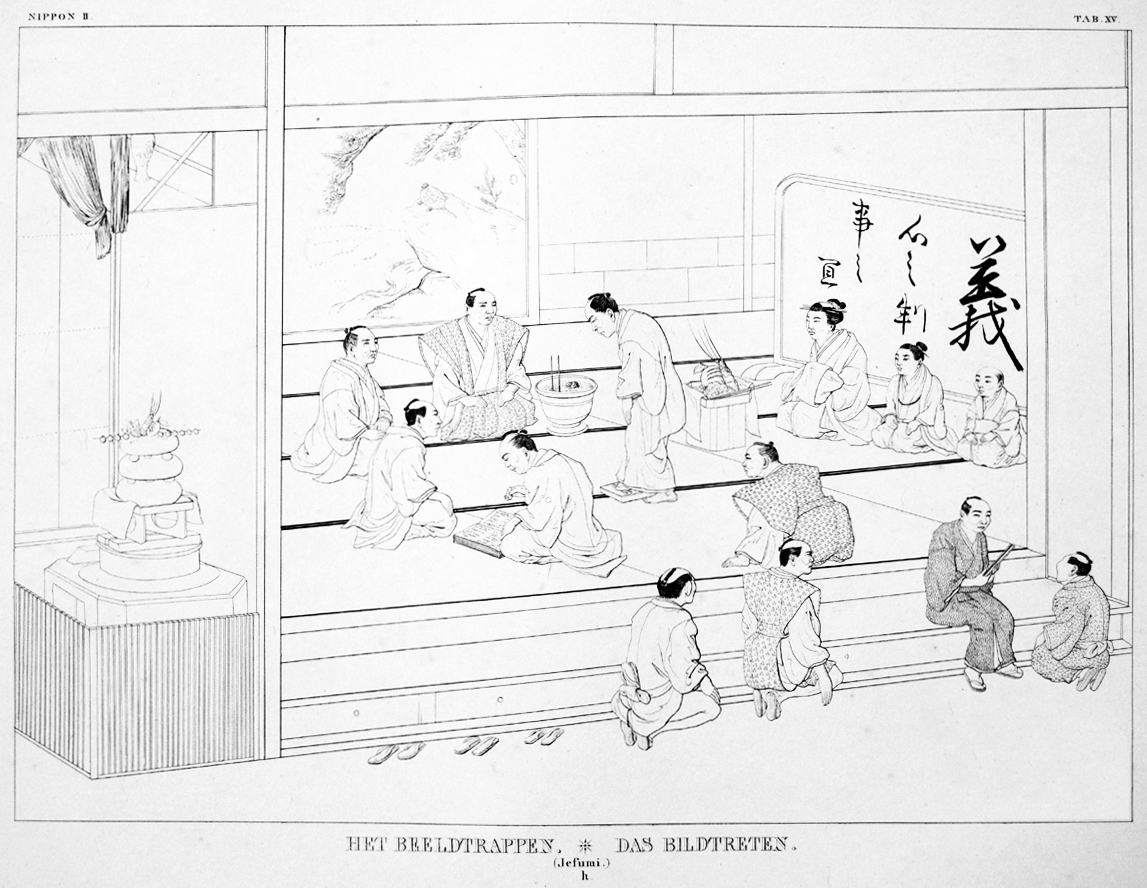
Una imagen cristiana es pisada ante oficiales del gobierno en Nagasaki. Ilustración hecha para el médico alemán Philipp Franz von Siebold, que trabajó desde 1823 a 1829 en el puesto comercial neerlandés de Dejima.

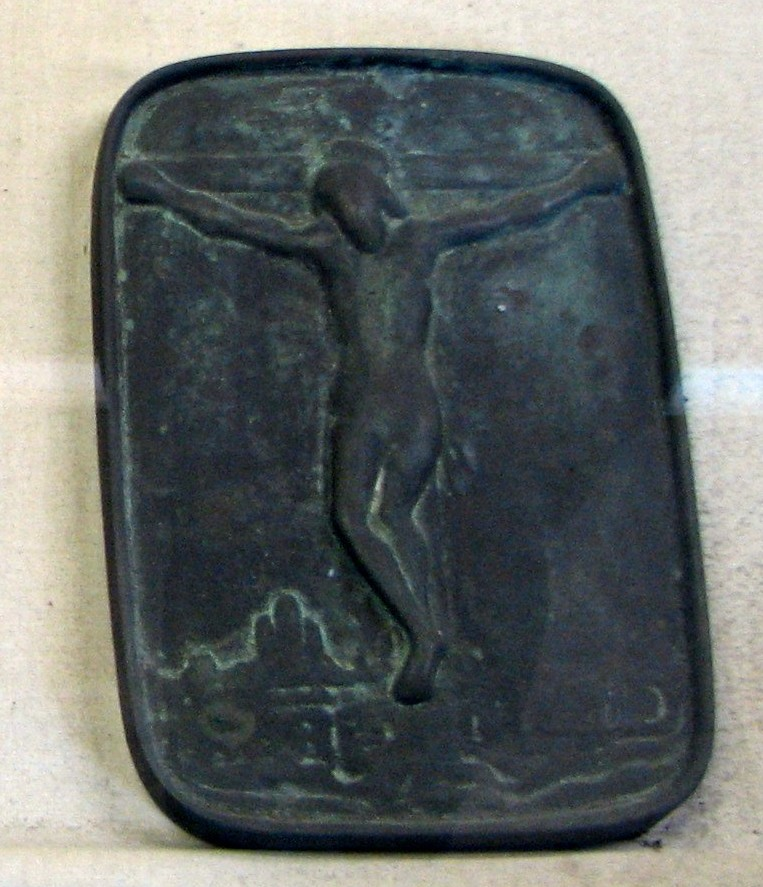
Figura de Cristo usada para descubrir a practicantes y simpatizantes de la religión católica.

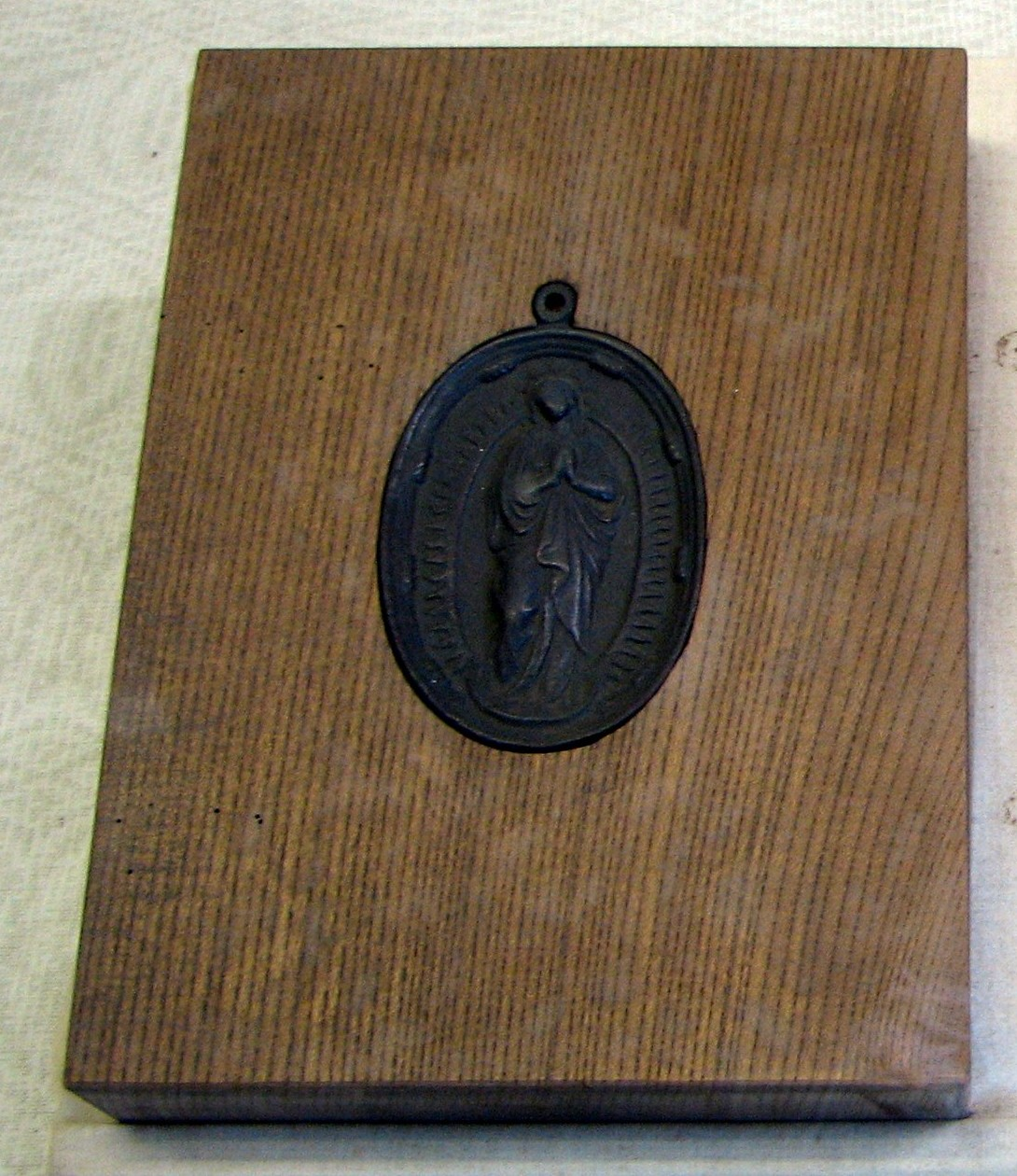
Figura de la Virgen María usada para descubrir a practicantes y simpatizantes de la religión católica.

Un fumie (踏み絵 fumi "pisar" + e "imagen"?) era una figura de Jesús o María sobre la cual las autoridades religiosas del shogunato Tokugawa de Japón exigían a los sospechosos de ser cristianos (kirishitan) pisar con el pie, como signo de desprecio, y así probar que no eran miembros de esa religión proscrita. El uso de los fumie comenzó con la persecución de cristianos en Nagasaki en 1629. Su uso se abandonó oficialmente cuando los puertos fueron abiertos a los extranjeros el 13 de abril de 1856, aunque algunos se siguieron usando hasta que la enseñanza cristiana recibió protección formal durante la Era Meiji. Estos objetos eran también conocidos como e-ita o ita-e, mientras que la prueba forzosa era llamada e-fumi. La ceremonia del e-fumi (pisotear las imágenes) era ya lo suficientemente conocida en Europa a inicios del siglo XVIII como para dejar su impronta en obras de literatura de ficción como Los viajes de Gulliver, de Jonathan Swift, El ciudadano del mundo, de Oliver Goldsmith, y Cándido, de Voltaire, según el profesor Michael North en Artistic and Cultural Exchanges Between Europe and Asia, 1400–1900. En la moderna literatura japonesa, el acto de pisotear el fumie es un elemento argumental crucial de la novela Silencio  de Shūsaku Endō.
El gobierno japonés usaba los fumie para descubrir a los practicantes y simpatizantes de la religión católica. Los fumie eran imágenes de la Virgen María o de Cristo. Los oficiales del gobierno ordenaban a los sospechosos de ser cristianos que pisoteasen estas imágenes. Los remisos a hacerlo eran reconocidos como católicos y enviados a Nagasaki. La política del gobierno de Edo era hacer que renegasen de su fe; si los católicos se negaban a cambiar su religión, eran torturados. Muchos de ellos seguían negándose a abandonar su religión a pesar de las torturas, y entonces eran asesinados por el gobierno. Las ejecuciones tenían lugar a veces en el Monte Unzen, un volcán cercano a Nagasaki, donde algunos eran arrojados a las pozas de agua hirviente.
Las ejecuciones por el delito de profesar el cristianismo fueron oficialmente suprimidas por el Shogunato Tokugawa en 1805.
Los fumie solían ser de piedra labrada, pero otros eran pinturas o grabados xilográficos. Muchos de estos objetos, si no todos, fueron hechos con esmero, reflejando el elevado nivel artístico del Período Edo. Hoy existen muy pocos fumie, ya que muchos fueron simplemente desechados o reciclados para otros usos. Algunos de los que quedan pudieron verse en el Instituto Smithsoniano en su exposición de 2007 «Encompassing the Globe: Portugal and the World in the 16th and 17th Centuries» (Abarcando el globo: Portugal y el mundo en los siglos XVI y XVII).
Muchos teólogos han tratado de considerar qué significaron los fumie para los cristianos japoneses; algunos han visto el acto de pisotear las imágenes como un signo de amor y perdón de Jesucristo.